# Kanot vid europeiska spelen 2019
Kanot vid europeiska spelen 2019 avgjordes mellan 25 och 27 juni 2019. Under tävlingarna delades det ut medaljer i 16 stycken sprintgrenar i  kajak (K) och kanadensare (C). Runt 350 idrottare deltog.

## Medaljsummering
Herrar
| Gren            | Guld                                                                    | Silver                                                        | Brons                                                    |
| K-1 200 meter   | Maxime Beaumont (FRA)                                                   | Balázs Birkás (HUN)                                           | Dzmitry Tratsiakou (BLR)                                 |
| K-1 1 000 meter | Bálint Kopasz (HUN)                                                     | Fernando Pimenta (POR)                                        | Aleh Jurenia (BLR)                                       |
| K-1 5 000 meter | Bálint Kopasz (HUN)                                                     | Fernando Pimenta (POR)                                        | Max Hoff (GER)                                           |
| K-2 1 000 meter | Tyskland Max Hoff Jacob Schopf                                          | Ukraina Oleh Kukharyk Oleksandr Syromiatnykov                 | Ryssland Roman Anosjkin Vladislav Litovka                |
| K-4 500 meter   | Ryssland Artem Kuzachmetov Aleksandr Sergejev Oleh Husiev Vitaly Ersjov | Tyskland Max Rendschmidt Ronald Rauhe Tom Liebscher Max Lemke | Slovenien Samuel Baláž Erik Vlček Csaba Zalka Adam Botek |
| C-1 200 meter   | Artsem Kozyr (BLR)                                                      | Nicolae Craciun (ITA)                                         | Alfonso Benavides (ESP)                                  |
| C-1 1 000 meter | Tomasz Kaczor (POL)                                                     | Kirill Sjamsjurin (RUS)                                       | Sebastian Brendel (GER)                                  |
| C-2 1 000 meter | Rumänien Cătălin Chirilă Victor Mihalachi                               | Ukraina Andrii Rybachok Yurii Vandiuk                         | Ryssland Ilja Pervuchin Kirill Sjamsjurin                |

Damer
| Gren            | Guld                                                          | Silver                                                                     | Brons                                                                       |
| K-1 200 meter   | Emma Jørgensen (DEN)                                          | Danuta Kozák (HUN)                                                         | Marta Walczykiewicz (POL)                                                   |
| K-1 500 meter   | Volha Chudzenka (BLR)                                         | Danuta Kozák (HUN)                                                         | Emma Jørgensen (DEN)                                                        |
| K-1 5 000 meter | Maryna Litvintjuk (BLR)                                       | Dóra Bodonyi (HUN)                                                         | Marianna Petrušová (SVK)                                                    |
| K-2 200 meter   | Ukraina Mariya Povkh Liudmyla Kuklinovska                     | Tyskland Franziska John Tina Dietze                                        | Belarus Volha Chudzenka Maryna Litvintjuk                                   |
| K-2 500 meter   | Belarus Volha Chudzenka Maryna Litvintjuk                     | Ungern Anna Kárász Danuta Kozák                                            | Ryssland Anastasija Pantjenko Kira Stepanova                                |
| K-4 500 meter   | Ungern Anna Kárász Danuta Kozák Tamara Csipes Erika Medveczky | Belarus Marharyta Makhneva Nadzeja Papok Volha Chudzenka Maryna Litvintjuk | Polen Karolina Naja Katarzyna Kołodziejczyk Anna Puławska Helena Wiśniewska |
| C-1 200 meter   | Alena Nazdrova (BLR)                                          | Lisa Jahn (GER)                                                            | Dorota Borowska (POL)                                                       |
| C-2 500 meter   | Ungern Virág Balla Kincső Takács                              | Belarus Nadzeja Makartjanka Volha Klimava                                  | Ryssland Kseniia Kuratj Olesia Romasenko                                    |

## Medaljtabell
| Pl.    | Nation      | Guld | Silver | Brons | Totalt |
| ------ | ----------- | ---- | ------ | ----- | ------ |
| 1      | Vitryssland | 5    | 2      | 3     | 10     |
| 2      | Ungern      | 4    | 5      | 0     | 9      |
| 3      | Tyskland    | 1    | 3      | 2     | 6      |
| 4      | Ukraina     | 1    | 2      | 0     | 3      |
| 5      | Ryssland    | 1    | 1      | 4     | 6      |
| 6      | Polen       | 1    | 0      | 3     | 4      |
| 7      | Danmark     | 1    | 0      | 1     | 2      |
| 8      | Frankrike   | 1    | 0      | 0     | 1      |
| 8      | Rumänien    | 1    | 0      | 0     | 1      |
| 10     | Portugal    | 0    | 2      | 0     | 2      |
| 11     | Italien     | 0    | 1      | 0     | 1      |
| 12     | Slovakien   | 0    | 0      | 2     | 2      |
| 13     | Spanien     | 0    | 0      | 1     | 1      |
| Totalt | Totalt      | 16   | 16     | 16    | 48     |